# Sitio de Nara
Sitio de Nara: Batalla de las guerras Genpei después de la batalla de Uji (1180) en el que el clan Taira atacó a los aliados del clan Minamoto
Al morir los principales ejecutores de la rebelión del Clan Minamoto, el clan Taira se enfocó en destruir e incendiar el Mii-dera por haber apoyado al clan Minamoto y decidieron extender el ataque hacia la ciudad de Nara, donde era el lugar donde se iban a reunir las fuerzas opositoras a los Taira. Taira no Shigehira y Taira no Tomomori, hijos de Kiyomori, elaborarían el sitio de la ciudad. No obstante los sōhei de Nara decidieron defenderse y pusieron barricadas y defensas improvisadas en la ciudad; teniendo arcos, flechas y naginata como armas. El clan Taira se desplazó en caballo y tenían ventaja estratégica, y quemaron los templos budistas de Kōfuku-ji y Tōdai-ji, destacando la destrucción del Daibutsu del Tōdai-ji; apenas el Enryaku-ji pudo repeler el ataque y permanecer intacto. El incendio provocó la devastación de gran parte de la ciudad y dejó alrededor de 3.500 personas muertas entre civiles y monjes.